# Daniela Zambrano
Daniela Zambrano Almidón es una artista multidisciplinar, investigadora y educadora peruana. Su trabajo se desarrolla en el cruce entre arte contemporáneo, pedagogía, arqueología, historia y decolonialidad, explorando las tensiones entre producción de conocimiento, memoria, extractivismo y narrativas coloniales.

## Trayectoria
Nacida en Lima estudió Artes Visuales y Escultura en la Pontificia Universidad Católica del Perú. A lo largo de su carrera ha realizado investigaciones y obras que cuestionan los procesos de patrimonialización, los discursos oficiales sobre la historia y la arqueología, y las relaciones coloniales que persisten en las prácticas museísticas y académicas.
Ha participado en diversas residencias internacionales, entre ellas la Singapore Art Museum Residencies (2023–2024), la Artist-in-Garden Residency en HELLERAU – Europäisches Zentrum der Künste, Dresde (2024), y la residencia en M.1 Hohenlockstedt, Alemania (2023). Su obra también ha sido parte de exposiciones, programas y charlas en instituciones como Savvy Contemporary (Berlín), nGbK – neue Gesellschaft für bildende Kunst (Berlín), Frankfurt LAB  y Untie To Tie, ifa Galerie Berlin.
Entre sus proyectos destacados se encuentra la investigación ¿Quién es el verdadero huaquero?, donde reflexiona sobre las prácticas de saqueo arqueológico y la construcción del conocimiento histórico desde una perspectiva crítica y decolonial.
Su trabajo se caracteriza por una fuerte crítica a las estructuras coloniales que atraviesan tanto el ámbito académico como el artístico. Sus obras abordan el "marketing de la decolonización" y problematizan las formas en que el discurso decolonial es apropiado por instituciones culturales sin un verdadero cuestionamiento de sus prácticas. A través de intervenciones, instalaciones, performances y textos, investiga las narrativas sobre los cuerpos, los objetos, las memorias y los saberes.
Ha desarrollado también proyectos educativos como el taller Koloniale Kartoffelgeschichten, que propone una reflexión sobre las rutas coloniales y el rol de la papa como símbolo de intercambios y violencias históricas.